# Amathusia retrograda
Amathusia retrograda är en fjärilsart som beskrevs av Hans Fruhstorfer 1911. Amathusia retrograda ingår i släktet Amathusia och familjen praktfjärilar. Inga underarter finns listade i Catalogue of Life.